# 北会津町蟹川
北会津町蟹川（きたあいづまち かにかわ）は、福島県会津若松市の大字である。郵便番号は965-0121。

## 地理
会津若松市北西部の北会津地区（旧北会津郡北会津村域）に属する。北で北会津町真宮、真宮新町南、東で北会津町三本松、南で北会津町二日町、南西で北会津町中荒井、西で北会津町下荒井とそれぞれ隣接する。また、阿賀川河川敷を範囲とする北会津町三本松を挟み東側で神指町大字北四合、神指町如来堂、神指町大字中四合、神指町大字南四合と近接する。概ね町村制施行以前の北会津郡蟹川村の流れを汲む地域である。北会津地区東部に位置し、一級水系阿賀野川水系阿賀川左岸流域の一角を範囲とする。南東から北西へ福島県道59号会津若松三島線が横断し、南東部の蟹川橋で会津若松市内へと接続されている。域内全域にわたり水田が広がり、小出や本村、川崎分、村東などの字に集落が点在するが、北会津地区の他大字と同様に集落部に「字」が付かない住所表記がなされる。

### 河川・湖沼
一級水系阿賀野川水系
- 阿賀川（大川）

厳密には河川区域は東隣の北会津町三本松に属する。

### 主な字
字
- 上川崎
- 川崎分
- 銀山道下
- 小出西
- 小出分

- 小出南
- 下川崎
- 高橋
- 礫宮前
- 中川原

- 中反
- 本村
- 村北
- 村東

## 歴史
- 1879年1月27日 - 蟹川村が福島県内における郡区町村制の施行により北会津郡の村となる。
- 1889年4月1日 - 町村制の施行により蟹川村が周辺6村と合併し荒井村が発足する。旧蟹川村域は荒井村の大字となる。
- 1953年4月1日 - 荒井村が舘ノ内村と合併して荒舘村が発足し、荒舘村の大字となる。
- 1956年5月1日 - 荒舘村が川南村と合併して北会津村が発足し、北会津村の大字となる。
- 2004年11月1日 - 北会津村が会津若松市に編入され、会津若松市の大字となる。

## 世帯数と人口
2024年1月1日現在の世帯数と人口は以下の通りである。
| 大字         | 世帯数 | 人口  |
| ------------ | ------ | ----- |
| 北会津町蟹川 | 68世帯 | 165人 |

## 小・中学校の学区
市立小・中学校に通う場合、学区は以下の通りとなる。
| 番地 | 小学校                 | 中学校                   |
| ---- | ---------------------- | ------------------------ |
| 全域 | 会津若松市立荒舘小学校 | 会津若松市立北会津中学校 |

## 交通

### 道路
- 福島県道59号会津若松三島線
  - 蟹川橋
- 福島県道152号橋本会津高田線

## 施設
- 蟹川多目的集会施設
- 蟹川公民館分館
- 小出公会堂
- 八幡神社
- 磐梯神社
- 富士神社・鬼渡神社
- 蟹川農村公園